# Патрик Салвадор
Патрик Салвадор (фр. Patrick Salvador; Saint-Juéry, 21. септембар 1951) бивши је француски атлетичар-спринтер и троструки освајач медаља на европским првенствима у дворани. Специјализовао се за трчање на 400 метара. Освојио је сребрну медаљу у штафети 4 × 400 метара (у саставу: Клод Димон, Салвадор, Данијел Раул и Лиомел Малингре на Европском јуниорском првенству 1970. у Паризу,  а у трци на 400 метара био је 4. 
Салвадор је 7 пута био члан А репрезентације Француске. На Европским првенствима у дворани учествовао је 3 пута и на сваком је освајао медаљу. На првенству 1972. у Греноблу са штафетом 4 х 2 круга у саставу Салвадор Андре Паоли, Мишел Даш и Жил Бертул освојио је бронзану медаљу. 
На следећем првенству 1973. у Ротердаму   француска штафета у саставу  Лисјен Сент Роз, Салвадор,, Франсис Кербириу и Лионел Malingre 
освојила је златну медаљу. . Саландер се такмичио и у трци на 400 метара, али није упео проћи квалификације. Исте година на Летњој универзијади у  Москви француска штафета 4 х 400 м  у саставу Бертул, Пјер Бонвин, Салвадор и Малингре) заузима 4 место.
На последњем Европском првенству 1974. у Гетеборгу на којем је учествовао, поново са штафетом 4 х 2 круга  освојио је сребрну медаљу. . Штафета је трчала у саставу:  Бонвин, Салвадор, Даниел Веласкес и Малингре. 

## Лични рекорди
- 200 метара: 21,3 (1972.)
- 400 метара: 47,2 (1971.)